# 浙江大学跨学科社会科学研究中心
浙江大学跨学科社会科学研究中心（英語： 或, ）成立于2003年4月，是浙江大学经济学院的一所跨学科研究中心，主要研究领域为神经元经济学与行为经济学等。中心学术委员会主席为汪丁丁教授，中心主任为叶航教授。

## 历史
- 2003年 中心正式成立
- 2005年 中心出版物《新政治经济学评论》创刊号出版
- 2011年 跨学科社会科学研究中心获教育部重大项目支持
- 2012年 中国经济学学术资源网对中心进行了介绍[1]
- 2013年 上海新闻晚报报道中心研究工作 [2]
- 2014年 中心与法国巴黎索邦大学（巴黎第四大学）就“关于罗尔斯无知之幕下公平意识的行为实验与脑成像研究”开展合作

## 地址
中心位于浙江省杭州市浙江大学西溪校区教学主楼7楼。